# Joodse begraafplaats (Lochem)
De Joodse begraafplaats van Lochem in de Nederlandse provincie Gelderland is gelegen aan de Zutphenseweg. Er wordt op deze dodenakker nog steeds begraven.
Van 1785 tot 1848 was er een begraafplaats aan het Hoogestraatje in gebruik. Ze lag naast de toenmalige synagoge. In 1955 is deze begraafplaats geruimd.
In 1865 werd de synagoge aan de Westerwal ingewijd. Deze is na 1945 verkocht aan de gemeente Lochem en wordt nu gebruikt voor culturele activiteiten. Sinds 1983 is hier er een gedenksteen ter nagedachtenis aan de joodse medeburgers die door Nazi-geweld zijn vermoord. Van de Lochemse joden zijn 79 gedood gedurende de Tweede Wereldoorlog, 14 personen overleefden.
In 1947 is de joodse gemeente van Lochem bij die van Borculo gevoegd. Na de opheffing van Borculo vond een samengaan met Deventer plaats. De begraafplaats aan de Zutphenseweg is in 2003 gerestaureerd.

## Afbeeldingen

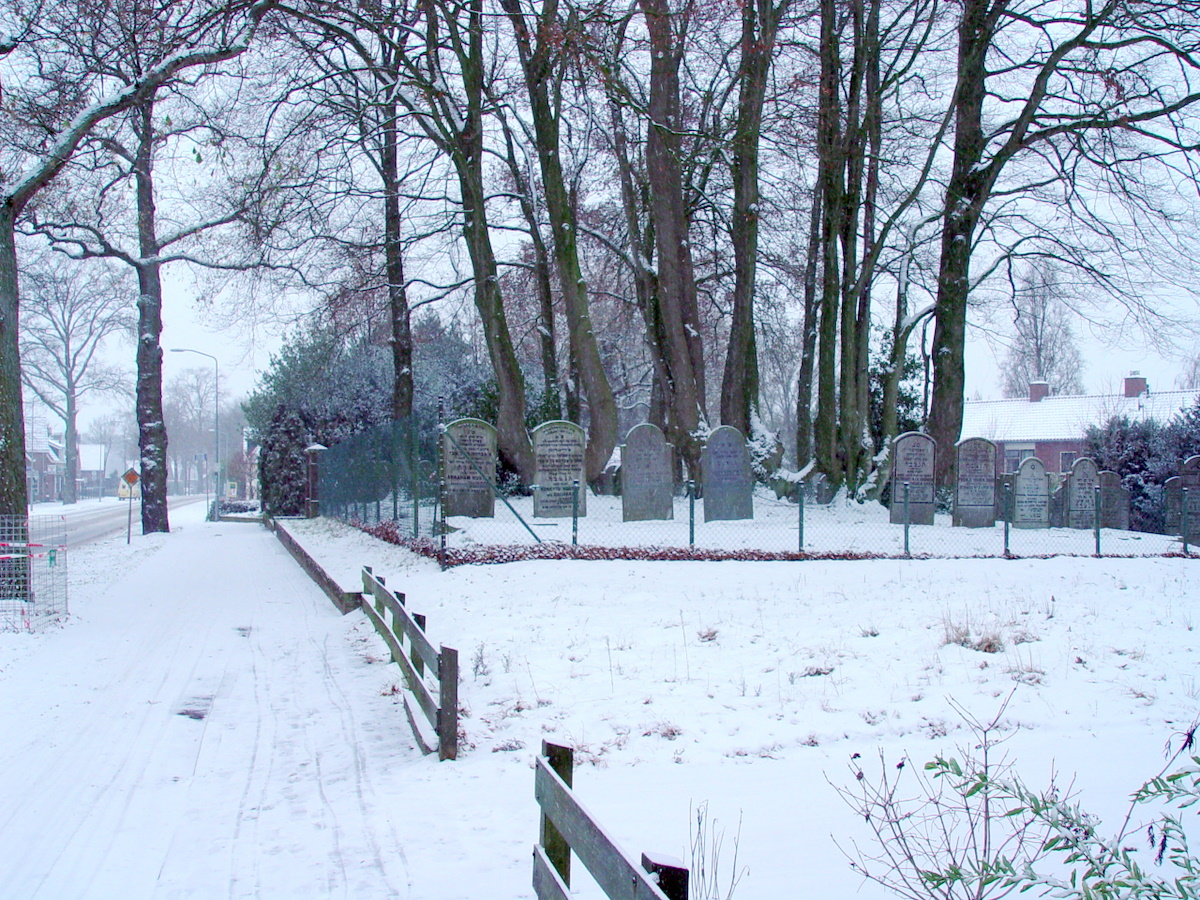
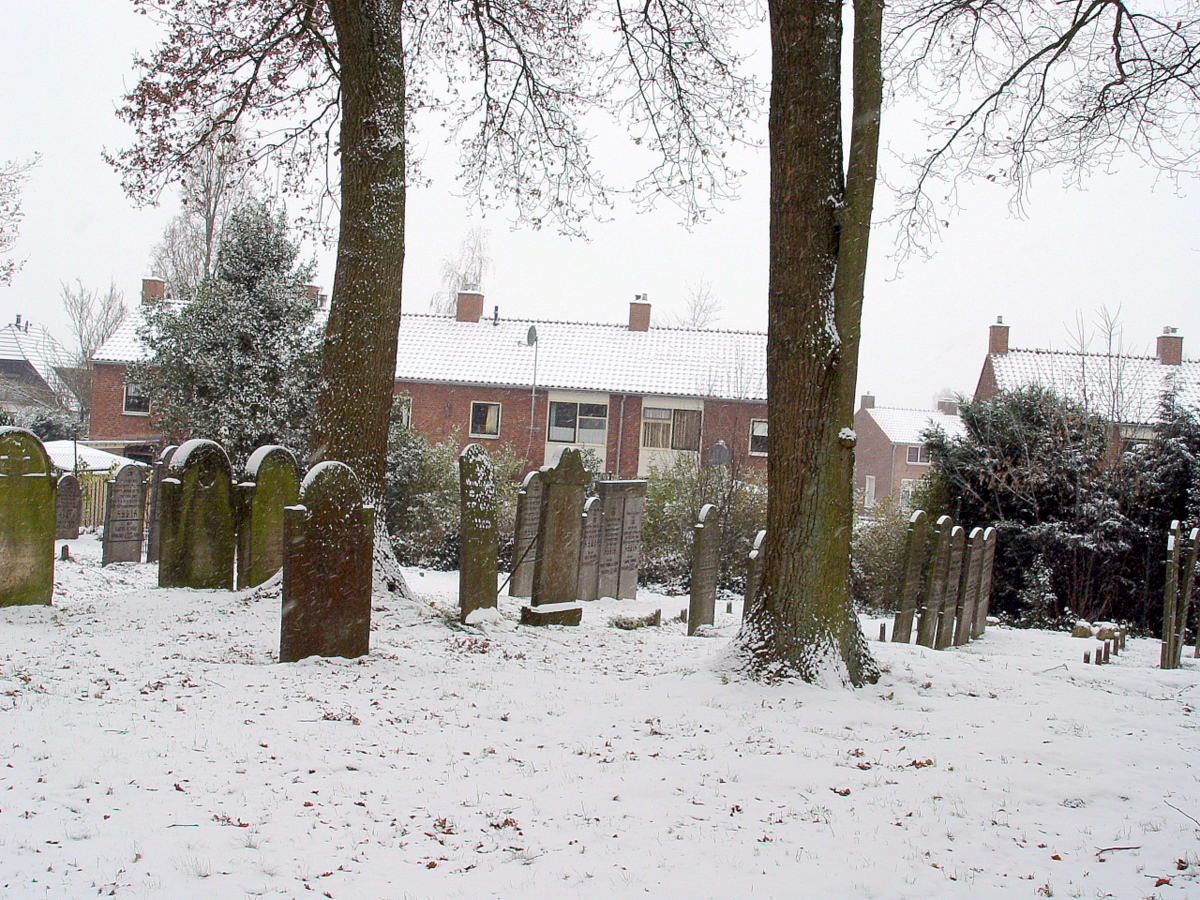
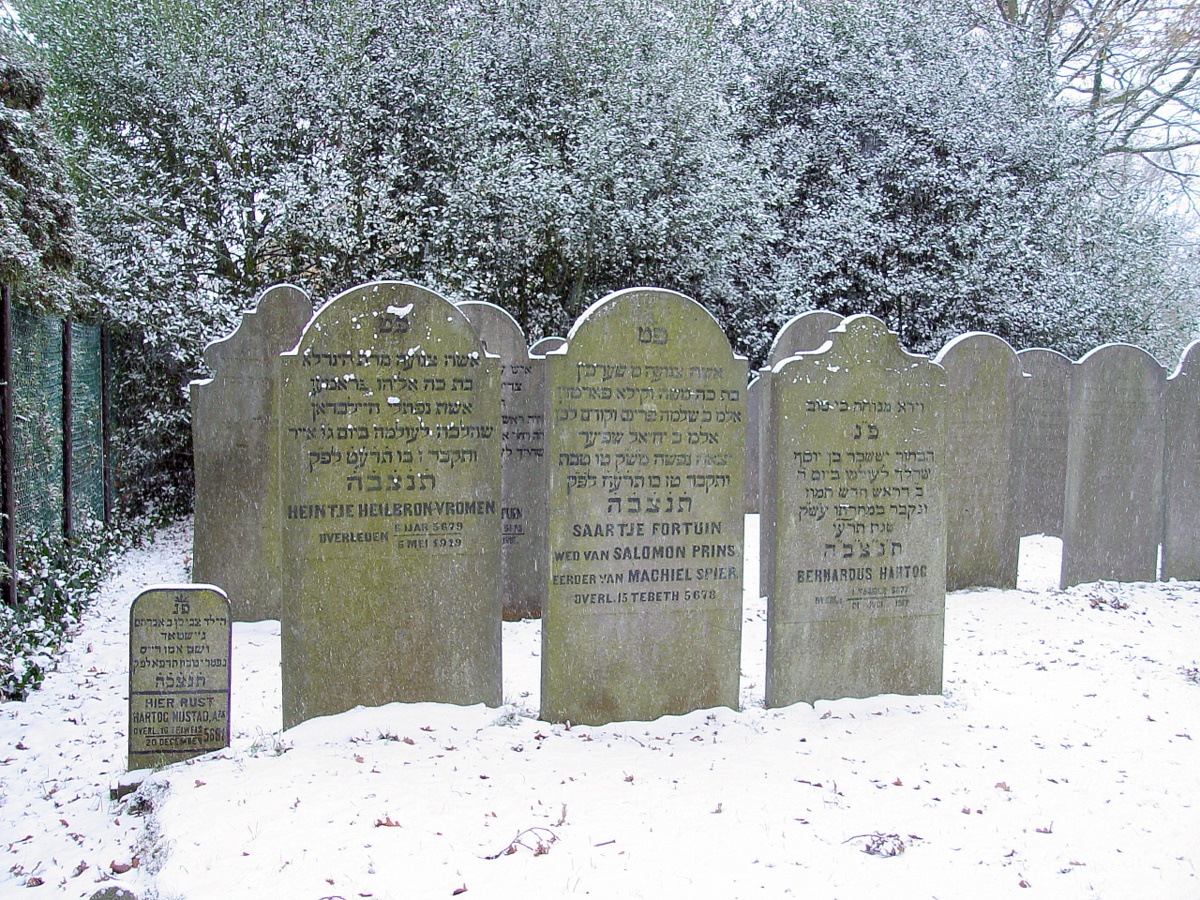
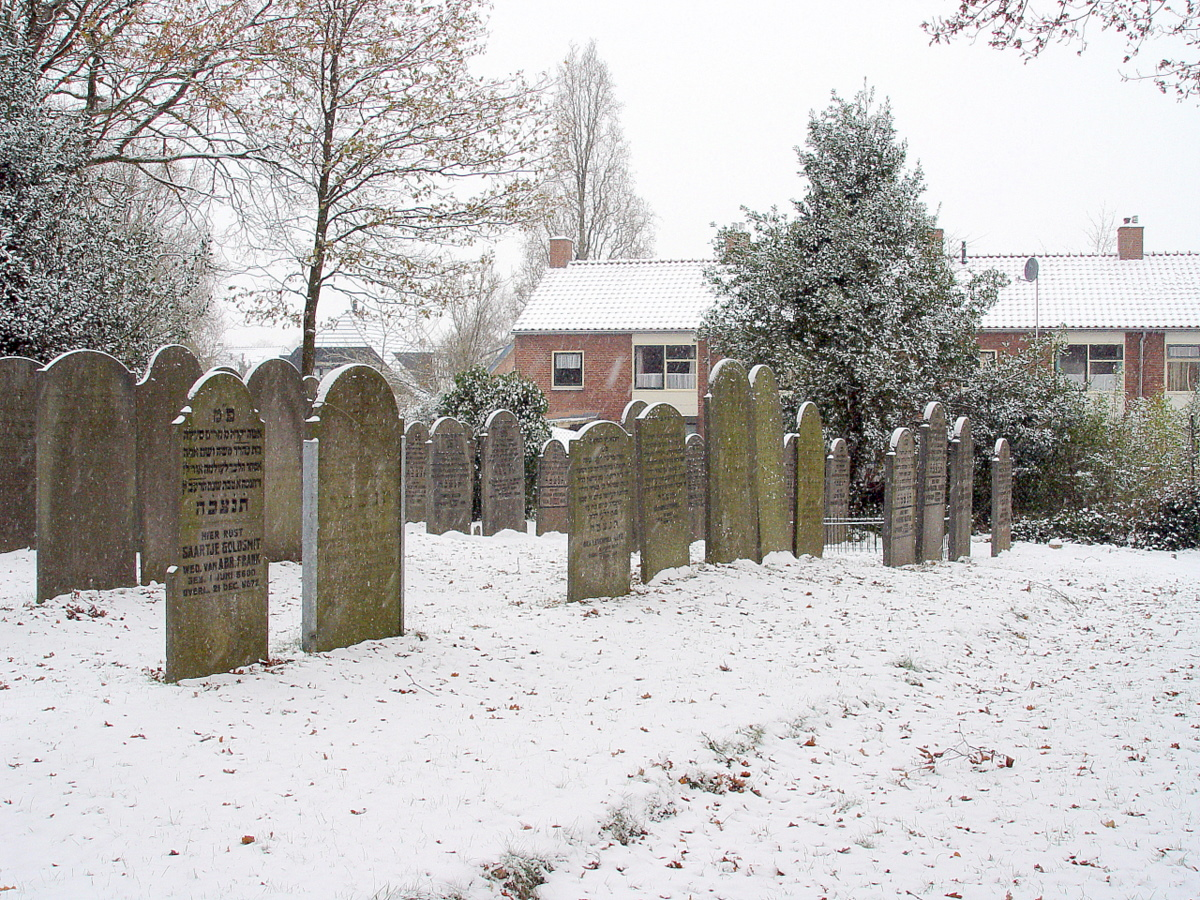